# Carrie Perrodo
Carrie Perrodo, née Ka Yee Wong en 1950 ou 1951 à Hong Kong ou à Singapour, est une femme d'affaires et milliardaire française. Cojointement avec ses enfants, elle est la propriétaire de la compagnie pétrolière Perenco, qu'elle a cofondée avec son mari Hubert Perrodo. En 2024, cette fortune professionnelle est évaluée à 9,5 milliards d'euros, faisant d'elle la 15e fortune française selon le magazine Challenges.

## Biographie
Ka Yee Wong naît en 1950 ou 1951 à Hong Kong ou à Singapour (selon les sources). Elle déménage à Singapour, afin de poursuivre une carrière de mannequin. Elle rencontre l'homme d'affaires français Hubert Perrodo au début des années 1970 alors que Hubert, employé chez Schlumberger, passe des vacances à Hong Kong. Ils se marient en 1972. Plus tard, elle fonde à Singapour une agence de mannequins, Carrie's Models, qu'elle revend plusieurs années après, mais qui est toujours active à Singapour.
Avec son mari Hubert, fondateur et propriétaire unique de la société franco-anglaise de pétrole et de gaz, Perenco, ils ont trois enfants : François Perrodo (né le 14 février 1977) président de Perenco, Nathalie Perrodo-Samani (née en 1980) et Bertrand Perrodo (né en 1984).
Hubert meurt en 2006, sans testament. Carrie souhaite recevoir la succession, tandis que son fils François reçoit la présidence du groupe Perenco. Il s'ensuit une querelle familiale de succession, qui n'est définitivement résolue qu'en 2011 grâce à la médiation de Jean-Michel Runacher, l'ami de Hubert et directeur exécutif du groupe qui aboutit à un partage des biens.
Fondée en 1975 et non cotée en Bourse, Perenco s’est spécialisée dans le rachat de puits pétroliers en fin de vie. La multinationale est de nos jours la deuxième compagnie pétrolière française après TotalEnergies, dispose de 6 000 salariés dans le monde, détient 14 filiales et plus de 3 000 puits de pétrole. Il lui est reproché des pratiques peu scrupuleuses en particulier dans les pays africains. Ainsi, en République démocratique du Congo, l’ONG CCFD-Terre solidaire pointait en 2013 de fortes pollutions environnementales, les dangers pour les populations résidant autour des puits ainsi que la répression de voix critiques. Perenco a été proposée au prix Pinocchio (récompensant les grandes figures du greenwashing), en 2014, pour « l’entreprise ayant mené la politique la plus opaque au niveau financier (corruption, évasion fiscale, etc.), en termes de lobbying ou dans sa chaîne d’approvisionnement ».
Elle vit à Londres, en Angleterre, comme ses enfants.